# 滝川潤
滝川 潤（たきがわ じゅん、1936年12月 - ）は、日本の俳優。
東京府（現・東京都）出身。京華商業高等学校卒業。

## 来歴・人物
生家は理髪店で、高校在学中に家業を継ぐために理容師免許を取るが、高校卒業後に俳優座養成所に第7期生として入所。同期には藤岡重慶・井川比佐志がおり、『特別機動捜査隊』出演中の1965年に藤岡は『事件記者 』（NHK）、井川は『刑事』（フジテレビ）に刑事役でレギュラー出演しており、当時の紹介記事の中で「それぞれ違う役柄ですが、やはり負けたくありません」と述べている。
養成所を卒業した1959年、第5期東映ニューフェイスに合格して芸能界デビュー。
映画『故郷は緑なりき』（1961年）などで悪役として出演したのち、1963年より刑事ドラマ『特別機動捜査隊』（NET）に岩井田刑事役でレギュラー出演。番組では劇中でパトカーとして使用されたセドリックの運転を任せられることが多く、1968年の紹介記事では「セドリックを運転できるのは嬉しいです。運転面で、刑事役の至らない部分をカバーしようと一生懸命です」と述べている。
同作品の降板後は、刑事ドラマや時代劇で、主に悪役として活動した。
『特別機動捜査隊』で共演した北原隆、高島新太郎、松原光二と「フォア・ジャスメン」というユニットを結成しレコードデビューした時期もあった。
趣味は、ゴルフ、ボウリング。

## 出演

### 映画
- 埠頭の縄張り（1959年、東映）
- ふたりの休日（1959年、東映）
- べらんめえ芸者（1959年、東映）
- スピード狂時代　命を賭けて（1959年、東映）
- 地獄の渡り者（1960年、東映）
- おれたちの真昼（1960年、東映）
- 少年漂流記（1960年、東映）
- 続 少年漂流記（1960年、東映）
- 十七歳の逆襲 暴力をぶっ潰せ（1960年、東映）
- 生き抜いた十六年 最後の日本兵（1960年、東映）
- 第三次世界大戦 四十一時間の恐怖（1960年、東映）
- 不良少女（1960年、東映）
- 殴り込み艦隊（1960年、東映）
- 不敵なる脱出（1961年、ニュー東映）
- 若い涙を吹きとばせ（1961年、東映）
- 無鉄砲社員（1961年、東映）
- 大学武勇伝（1961年、ニュー東映）
- 赤いネオンに霧が降る（1961年、ニュー東映）
- わが生涯は火の如く（1961年、ニュー東映）
- 故郷は緑なりき（1961年、ニュー東映）
- 警視庁物語 十二人の刑事（1961年、ニュー東映）
- 街（1961年、ニュー東映）
- 残酷な月（1962年、東映）
- 南太平洋波高し（1962年、東映）
- 残酷な月（1962年、東映）
- 東京アンタッチャブル（1963年、東映）
- 第八空挺部隊 壮烈鬼隊長（1963年、東映）
- 陸軍残虐物語（1963年、東映）
- 囁きのジョー（1967年、松竹）
- 子連れ狼 子を貸し腕貸しつかまつる（1972年、勝プロ / 東宝）
- 新兵隊やくざ火線（1972年、東宝、勝プロ）
- 衝撃！売春都市（1974年、東映）
- 動乱（1980年、東映）
- 獣たちの熱い眠り（1981年、東映、徳間文庫）
- 誘拐報道（1982年、東映）

### テレビドラマ
- 特別機動捜査隊（NET）（1963年‐1973年）‐ 岩井田刑事
- 花のお江戸のすごい奴 第3話「子の刻に待て」（1969年、CX） - 伊勢崎数馬
- プレイガールシリーズ （12ch）
  - プレイガール
    - 第12話「女の裸は高くつく」（1969年）
    - 第146話「女の武器は熱い肌」（1972年） - 松尾
    - 第195話「聖しこの夜の暗殺者」（1972年） - 林健次
    - 第228話「怪談 美女の亡霊が欲情に燃えた」 (1973年） - 佐平
    - 第261話「トルコ風呂殺人事件」 (1974年） - 明男

  - プレイガールQ
    - 第54話「男の弱みに強い女」（1975年） - 中島
    - 第58話「ラブ・ホテル殺人事件」（1975年） - 田浦
- 大忠臣蔵（1971年、NET） - 耳助
- 仮面ライダー 第32話「人喰い花ドクダリアン」（1971年、MBS）
- 忍法かげろう斬り 第16話「生きていた怨霊」（1972年、KTV）
- 荒野の用心棒（1973年、NET）
  - 第16話「烈風輸送隊に白馬が嘶いて…」 - 小吉
  - 第32話「肌色の影は過去を秘めて…」 - 仙吉
- 唖侍 鬼一法眼 第5話「流転のめぐり会い」（1973年、NTV） - 山口松蔵
- 旗本退屈男 第5話「おらんだ坂の黒い霧」（1973年、NET）
- アイフル大作戦 第51話「005宝石強盗団」（1974年、TBS）
- バーディー大作戦 （1974年、TBS）
  - 第4話「シャレコウベは女の顔」 - 水島伸
  - 第25話「結婚サギ師の華麗な冒険」
- 右門捕物帖（1974年、NET）
  - 第18話「黒い炎」 - 備前屋番頭
  - 第34話「母恋地蔵」
- 刑事くん第3部 第4話「理由―嵐を乗り越えて」（1974年、TBS）
- 大江戸捜査網（TX）
  - 第137話「恐怖の脱出作戦」（1974年）
  - 第151話「死を呼んだ花火地獄」（1974年）
  - 第219話「渡世人 命の捨て場」（1975年）
  - 第261話「悲しき泥棒稼業」（1976年）
  - 第297話「危うし! 隠密同心」（1977年）
  - 第370話「汚名に賭けた目明し無情」（1978年） - 尾形主水
  - 第393話「宿無し少年と女掏摸」（1979年）
  - 第439話「笑いを売る男の涙」（1980年）
  - 第452話「女の涙か 夏の嵐」（1980年）
  - 第461話「人情 男涙の恩返し」（1980年）
  - 第484話「大虐殺 砂金の陰謀」（1981年）
  - 第502話「幻を慕う女」（1981年）
  - 第552話「お白州無用! 孤独の暗殺者」（1982年） - 小宮山左門
  - 第565話「妖艶やわ肌刺青針」（1982年） - 勇次
  - 第606話「哀愁別れ唄 さざんかの宿」（1983年）
  - 第626話「悪夢に泣く少年の叫び!」（1983年） - 西村
- 非情のライセンス (NET →ANB）
  - 第2シリーズ 第53話「兇悪の無実」（1975年） - 村川記者
  - 第3シリーズ 第19話「兇悪の声紋・カーフェリー爆破3秒前!」（1980年）
- Gメン'75（TBS）
  - 第18話「警察の中のギャング」（1975年） - 通り魔殺人犯のさなえ(演:田坂都)の兄
  - 第31話「男と女のいる特急便」（1975年） - 科警研係員
  - 第67話「部長刑事暗殺」（1976年） - 記者
  - 第88話「パリ－紺碧海岸縦断捜査」（1977年） - バーの客
  - 第105話「香港－マカオ 警官ギャング」（1977年） - 盗難車の所有者
  - 第116話「エクソシスト殺人事件」（1977年） 強盗犯共犯
  - 第300話「盗まれた女たち」・第301話「盗まれた女たちPART2」（1981年） - 東陽銀行永田町支店・係長
- 特捜最前線（ANB）
  - 第10話「母・その愛の標的」（1977年） - 刑事
  - 第176話「1980年夏・二人だけの暴走族！」（1980年）
  - 第241話「歳末パトロールで逢った女!」（1981年）
  - 第257話「母……」（1982年）
  - 第282話「ラッシュアワーの女!」（1982年）
  - 第322話「にっぽん縦断泥棒日記!」（1983年）
  - 第336話「緑色の爪の娘たち!」（1983年）
  - 第406話「スキャンダル・スクープ!」（1985年）
- 快傑ズバット 第16話「殺しのぬれぎぬ 哀しみの健」・第17話「嘆きの妹 ふたりの健」（1977年、12ch） - 橋本刑事
- ザ・スーパーガール 第26話「新探偵 売春組織の罠を暴け」（1979年、12ch）
- 探偵物語 第17話「黒猫に罠を張れ」（1980年、NTV）
- 騎馬奉行 第13話「湖底の黄金を探せ!」（KTV）
- 大激闘マッドポリス'80 第11話（1980年、NTV）
- 西部警察（ANB）
  - 西部警察
    - 第51話「盗まれた青春」（1980年） - 竜神会幹部・吉岡健一
    - 第61話「暁の陽動作戦」（1980年） - 和久田
    - 第78話「射殺」（1981年） - 水島
    - 第114話「FBI・指名手配」（1982年） - 工藤

  - 西部警察PART-II 第3話「生命ある限り」（1982年）- 勝又勇
  - 西部警察 PART-III 第49話「激追!!地を走る3億ドル－大阪・神戸篇－」（1984年） - 鳥羽克臣
- 長七郎天下ご免! 第62話「紅花・たそがれ親不孝」（1981年、ANB） - 原島
- 噂の刑事トミーとマツ第2シリーズ 第11話「強烈! 香港カラテ対トミー空手」（1982年、TBS）
- 時代劇スペシャル 新吾十番勝負 尾張六十一万石将軍吉宗への謀叛（1982年、CX）
- 長七郎江戸日記 第53話「顔のない男」（1985年、NTV） - 半蔵
- ウルトラマンティガ 第18話「ゴルザの逆襲」（1997年、MBS） - ミヤザワ局長